# Ёхор
Ёхор (бур. Ёохор) — народный танец-хоровод у бурят. Распространён во всей этнической Бурятии.
Исполняется под аккомпанемент оркестра или а капелла, под дружный напев. Группа танцующих, держась за руки и покачиваясь, с пением движется по кругу медленными шагами. На припеве движение убыстряется, шаги сменяются прыжками. Музыкальный размер — 2/4. В разных районах Бурятии и соседних регионов имеются варианты мелодии и хореографии. Ёхор, исполняющийся в кругу, танцуется по движению солнца. Входит в сотню шедевров нематериального наследия России.

## История и терминология
В современном бурятско-русском словаре ёохор означает «бурятский хоровод». По мнению Д. С. Дугарова слово заимствовано из языка древних уйгуров и происходит от древнетюркского joqaru — «вверх». По предположению И. А. Манжигеева, слово ёохор возникло либо из контаминации словосочетаний ёрог-ёрог гэхэ («двигаться вприпрыжку») и ёрд-хорд гэлдэхэ («говорить отрывисто, резко»). Таким образом, термин ёохор является результатом смешения двух выражений, либо происходит из древнего тюрко-монгольского корня.
Самые ранние упоминания о бурятском ёхоре в научной литературе встречаются в труде немецкого путешественника XVIII века И. Г. Гмелина «Путешествие через Сибирь», изданном в Германии в 1752 году, и в книге русского путешественника и этнографа XIX века Г. Н. Потанина «Очерки Северо-Западной Монголии».
В настоящее время термин ёохор (в русской транскрипции ёхор) употребляется как общенациональное название танца-хоровода. У западных бурят, в частности у эхирит-булагатов, он популярен под названием наадан (букв. «игра») или хатар наадан («танец-игра»). Песни, сопровождающие танец, называются нааданай дуунууд — «игровые песни» (вариант — наадан зугаа, где зугаа — «беседа, разговор, пир, увеселение») или хатар нааданай дуунууд — «танцевальные песни».
По древней традиции нааданы (в значении «игра» и «танец») завершали родовые шаманские обряды жертвоприношений — тайлганы, а позднее, с распространением буддизма, и введённые в его практику, обряды обо. Поэтому хороводные танцы бурят в древности являлись составной частью обрядовых игрищ и были связаны с родовыми культовыми местами, проводившимися здесь молениями и жертвоприношениями, что и отразилось в традиционном названии кругового танца — наадан.
У восточных бурят терминами ёохор и нэрьелгэ (один из древнейших обрядовых танцев хори-бурят) обозначаются сами танцы, а песни именуются ёохорой дуунууд, хатарай дуунууд, нэрьеэнэй дуунууд.

## Происхождение
Бурятские учёные предложили две гипотезы происхождения ёхора:
1. Автохтонное — связано с древней облавной охотой зэгэтэ аба (по М. Н. Хангалову).
2. «Пришлое» — как элемент культурного наследия древнейших индоевропейских и индоиранских племён, мигрировавших в Южную Сибирь и Центральную Азию в бронзовом и раннем железном веках (по Д. С. Дугарову)[3].

## Фестивали
Одним из главных фестивалей в последнее время стала «Ночь ёхора», ежегодно проводящаяся в Улан-Удэ с 2007 года. Фестиваль, организуемый государственным театром песни и танца «Байкал» в июне—июле каждого года, собирает тысячи горожан и гостей столицы Бурятии.
Республиканский центр народного творчества ежегодно проводит Республиканский молодёжный конкурс «Ёохор наадан» в рамках Национального спортивно-культурного праздника «Наадан-Сурхарбаан». Его главной целью является всестороннее содействие процессу возрождения и развития, традиционных ёхоров и песенно-игровых, поэтических жанров бурят.